# Podolasia rotundipenis
Podolasia rotundipenis är en skalbaggsart som beskrevs av Henry Fuller Howden 1997. Podolasia rotundipenis ingår i släktet Podolasia och familjen Melolonthidae. Inga underarter finns listade i Catalogue of Life.